# Fiona Smyth
Pour les articles homonymes, voir Smyth.
Ne doit pas être confondu avec Fiona Smith.
Fiona Smyth est une auteure de bande dessinée et illustratrice canadienne née à Montréal en 1964.

## Biographie
Fiona Smyth est diplômée de l'université de l'École d'art et de design de l'Ontario en 1986. Ses œuvres, à caractère féministe, présentent la sexualité sous un angle audacieux,. Le rêve et le sommeil sont aussi des thèmes récurrents de son œuvre. Elle collabore avec des titres comme Vice et Exclaim!.
Depuis 2006, elle enseigne également la bande dessinée et l'illustration à l'université de l'École d'art et de design de l'Ontario (OCAD).
À la suite de l'élection de Donald Trump, Françoise Mouly et sa fille Nadja Spiegelman publient en protestation la revue Resist!. 84 pages sur 96 sont des artistes femmes (dont Fiona Smyth, Jaime Anderson, Sara Gironi Carnevale, Allison Conway, Lenhart Gäbel, Cathy Malkasian, Jolanda Olivia Zürcher), cette revue tirée à 60 000 exemplaires, est distribuée gratuitement aux États-Unis.
En 2018, Koyama Press propose Somnambulance, recueil des œuvres de l'artiste entre 1985 et 2016.

## Œuvres
- Cheez, Pedlar Pr, 2001  (ISBN 978-0968652220)
- Fazooza
- Nocturnal Emissions
- The Never Weres, Annick Press, 2011[4]  (ISBN 978-1554512843)
- Avec Cory Silverberg (en) : What Makes A Baby, Seven Stories Press, 2013[4]  (ISBN 978-1609804855)
- Avec Cory Silverberg : Sex Is A Funny Word, Seven Stories Press, 2015[4]  (ISBN 978-1609806064)
- Somnambulance, Koyama Press - recueil de ses travaux[2]  (ISBN 978-1927668542)

## Distinctions
- 2019 : Temple de la renommée des dessinateurs canadiens (en)[3]
- 2023 : Prix Egghead pour You Know, Sex (avec Cory Silverberg)